# Ann Carol Crispin
Ann Carol Crispin, nata Ann Carol Tickell, nota anche con lo pseudonimo di A.C. Crispin (Stamford, 5 aprile 1950 – Waldorf, 6 settembre 2013), è stata una scrittrice di fantascienza statunitense.
Ha pubblicato ventitré romanzi, scritto diverse trasposizioni letterarie di Star Trek e Star Wars e ha creato una serie di romanzi di fantascienza intitolata Starbridge.

## Biografia
La carriera di Ann C. Crispin come scrittrice iniziò nel 1983. Come scrittrice di romanzi tratti da serie televisive o film era conosciuta per aver sviluppato del background e gli aspetti emozionali del personaggi conosciuti sullo schermo.
Due dei suoi romanzi di Star Trek — Il figlio del passato e Il guardiano del tempo — sono sequel dell'episodio della terza stagione della Serie classica Un tuffo nel passato, che parlano del figlio di Spock e di Zarabeth. Il figlio del passato è stato il primo romanzo originale basato su Star Trek a comparire sulla lista dei best seller del New York Times. Il suo romanzo più recente su Star Trek è Sarek, cronologicamente ambientato dopo il film Star Trek VI: Rotta verso l'ignoto. La sua opera bsata su Star Wars più conosciuta, La Trilogia di Ian Solo, racconta la vita di Ian Solo prima degli eventi di Star Wars Episodio IV: Una nuova speranza. Crispin ha anche scritto le trasposizioni della miniserie V - Visitors e del film Alien - La clonazione, come del film Sylvester, con protagonisti un cavallo ed una ragazza interpretata da Melissa Gilbert.
Crispin ha anche creato una propria serie di romanzi intitolata Starbridge, diretta principalmente ai giovani lettori.
Crispin è stata Eastern Regional Director, e poi Vice Presidente, dell'associazione Science Fiction and Fantasy Writers of America (SFWA). Con Victoria Strauss, ha fondato Writer Beware, un gruppo che fa parte della SFWA Che mette in guardia gli aspiranti scrittori da agenti, curatori ed editori che potrebbero raggirarli. Writer Beware è stato fondato nel 1998, ed ha assistito le forze dell'ordine e le autorità civili nel perseguire i truffatori di scrittori.
Il 19 aprile 2013, la Crispin è stata candidata al Premio Grand Master dalla International Association of Media Tie-In Writers (IAMTW).

### Morte
Il 3 settembre 2013, StarTrek.com ha pubblicato il messaggio d'addio della Crispin dopo che il tumore, con cui aveva lottato a lungo, è degenerato divenendo terminale. Nel messaggio la Crispin ha detto, "Voglio ringraziare tutti per i vostri auguri e preghiere. Temo che le mie condizioni si stiano deteriorando. Sto facendo del mio meglio per essere positiva, ma probabilmente non mi rimane molto tempo. Voglio che tutti sappiate che sto ricevendo cure eccellenti e sono circondata da familiari e amici.".
È morta solo tre giorno dopo il suo messaggio d'addio, all'età di 63 anni.

## Opere
- La trilogia di Ian Solo
  - The Paradise Snare (1997), ISBN 0-553-57415-9
  - The Hutt Gambit (1997), ISBN 0-553-57416-7
  - Rebel Dawn (1997), ISBN 0-553-57417-5

- Storie brevi di Star Wars
  - Play It Again, Figrin D'an (nella raccolta Tales from the Mos Eisley Cantina 1995), ISBN 0-553-56468-4
  - Skin Deep (in Tales from Jabba's Palace 1996), ISBN 0-553-56815-9

- Serie Romanzi Starbridge
  - Starbridge (1989), ISBN 0-441-78329-5
  - Silent Dances (1990) (con Kathleen O'Malley), ISBN 0-441-78330-9
  - Shadow World (1991) (con Jannean Elliott), ISBN 0-441-78332-5
  - Serpent's Gift (1992) (con Deborah A. Marshall), ISBN 0-441-78331-7
  - Silent Songs (1994) (con Kathleen O'Malley), ISBN 0-441-00061-4
  - Ancestor's World (1996) (con T. Jackson King), ISBN 0-441-00351-6
  - Voices of Chaos (1998) (con Ru Emerson), ISBN 0-441-00516-0

- Star Trek
  - Il figlio del passato (1983), ISBN 0-671-66110-8
  - Il guardiano del tempo (1988), ISBN 1-852-86063-4
  - The Eyes of the Beholders (1990), ISBN 0-671-70010-3
  - Sarek (1994), ISBN 0-671-71875-4
  - Star Trek: Enter the Wolves (2001) (con Howard Weinstein), ISBN 978-15-6389-783-2
  - Sand and Stars: Signature Edition (2004), ISBN 978-07-4349-658-2

- Witch World
  - Gryphon's Eyrie (1984) (con Andre Norton), ISBN 0-312-93285-5
  - Songsmith (1992) (con Andre Norton), ISBN 0-312-85123-5

- V - Visitors
  - V (1984), ISBN 0-839-82840-3
  - V: East Coast Crisis (1984) (con Howard Weinstein), ISBN 0-523-42259-8
  - V: Death Tide (1984) (con Deborah A. Marshall), ISBN 0-523-42469-8

- The Exiles of Boq'urain
  - Storms Of Destiny (2005), ISBN 0-380-78284-7

- Altre pubblicazioni
  - Sylvester (1985), ISBN 0-812-58173-3
  - Alien Resurrection (1997) (con Kathleen O'Malley), ISBN 0-446-60229-9
  - Pirates of the Caribbean: The Price of Freedom (2011), ISBN 978-14-2310-704-0